# Opium Nation
Opium Nation: Child Brides, Drug Lords, and One Woman's Journey Through Afghanistan (Nación del opio: Novias infantiles, señores de la droga y el viaje de una mujer a través de Afganistán) es un libro de 2011 de Fariba Nawa. La autora viaja por todo Afganistán para hablar con personas que participan en la producción de opio en ese país, centrándose en el papel de las mujeres en ella. Los críticos consideraron que el libro retrató con éxito la cultura afgana y el impacto del tráfico de opio sobre los afganos.

## Sinopsis
Nacida en Herat, Nawa, de nueve años, escapó en 1982 con su familia durante la guerra de Afganistán. Tras 18 años separada de su patria, Nawa visitó el país en 2000, tras la llegada de los talibanes al poder, en un intento de armonizar sus identidades estadounidense y afgana. Aunque dominaba el dialecto persa dari, tuvo dificultades para comprender el habla de la gente de su ciudad natal, Herat, porque las palabras y modismos iraníes se habían filtrado en su lengua. Pasó siete años en el país intentando comprender y escribir sobre sus cambios. En 2002, se mudó a Kabul y trabajó como periodista informando sobre la guerra en Afganistán que comenzó en 2001. De 2002 a 2007, investigó la producción de opio en Afganistán para su libro. En su primera visita, descubrió que sus magníficos recuerdos de infancia se veían oscurecidos por la sombría realidad. Los dirigentes talibanes habían reprimido la ambición estética y académica de los habitantes.
Nawa habla del tráfico de opio en Afganistán, un comercio que, según ella, está valorado en 4.000 millones de dólares en el país y 65.000 millones fuera de él. El 60% del PIB de Afganistán procede del opio, del que dos tercios se destilan en heroína, una droga más potente. Como la destilación requiere cocción, los traficantes permiten que las mujeres participen en ella. Un gran número de mujeres y sus familias están en deuda con el opio. Se cree que entre el 10% y el 25% de las mujeres y los niños son adictos a la droga. Muchas familias trabajan en la industria del opio como «cultivadoras, refinadoras o contrabandistas».
Nawa cuenta la historia de Darya, una novia de opio de 12 años del distrito de Ghoryan, entregada por su padre a un acreedor 34 años mayor que ella para saldar sus deudas de opio. Al principio, la niña se resistía al matrimonio y le pidió a Nawa que le ayudara. Al final cedió a los deseos de su padre y se casó con el contrabandista, que vivía a varias horas de distancia. Tras varios meses sin contacto entre Darya y la familia, su madre suplicó a Nawa que la buscara. Nawa intentó encontrar a la niña: «Me sentí inmediatamente atraído por la joven porque era un misterio y una víctima que necesitaba ser salvada de las tradiciones bárbaras. Pensé que era mi trabajo como forastera de Occidente rescatarla». Pero, al final, debió desistir por el peligro que suponía el marido de la niña y porque la búsqueda la llevó a la provincia de Helmand, un lugar peligroso. Nawa cree que Darya se salvará enfrentándose a su marido, escapando de él o descubriendo cómo afrontar su situación.
También narra la historia de un hombre que secuestró a un niño de seis años y a su amigo en la provincia de Takhar para obligar al padre del niño a saldar una deuda de opio. Al no saldar la deuda, el niño desapareció y el cadáver de su amigo fue encontrado al cabo de varios días en un río.
En el libro se habla del impacto económico positivo que la industria del opio ha tenido en algunas familias. A una mujer, el cultivo de adormidera le permitió comprar un taxi para su hijo y un marco de alfombra para su hija. Algunos de los nuevos agricultores utilizan parte de la riqueza para mejorar las infraestructuras de sus barrios.
Al final del libro, revela que se ha casado con Naeem Mazizian, al que había conocido en la sección de Herat del Alto Comisionado de las Naciones Unidas para los Refugiados. En 2005, él se trasladó a Kabul. Tras cuatro años de relación, se casaron y tuvieron una hija, Bonoo Zahra. Nawa dedicó el libro a su hija y a sus padres, Sayed Begum y Fazul Haq.

## Estilo
El libro, "en parte memorias personales y en parte historia", ahonda en los elementos de la sociedad afgana que rara vez ven o comprenden los extranjeros. Bron Sibree, crítica del Canberra Times, calificó el libro de «perspectiva única, finamente destilada e intensa», «sorprendentemente franca e íntima» porque las mujeres le confían creencias que no cuentan a otras personas. El libro está repleto de numerosos datos y cifras relativos al auge del negocio de la droga. Sibree señaló que la narración está repleta de relatos de la historia afgana, en particular de sus tradiciones y sus elegantes y variados paisajes. Sibree opinó que la intensa descripción que hace Nawa de los afganos, en particular de las mujeres que se mantienen imperturbables a pesar de la adversidad, se graba en la mente incluso después de un largo periodo de tiempo.

## Recepción
Kirkus Reviews elogió a Nawa por describir con destreza la «trágica complejidad de la sociedad afgana y la enorme dificultad de la vida allí». El crítico consideró que algunas partes del diálogo del libro eran artificiosas, pero señaló que la convincente narrativa de Nawa «procede claramente de un reportaje en profundidad en un entorno cargado de riesgos». El novelista Khaled Hosseini, autor de Cometas en el cielo y Mil soles espléndidos, elogió el libro por tener una "narrativa muy atractiva" y ser "una mirada perspicaz e informativa sobre el desafío global del tráfico de drogas afgano". En un artículo para The Sun-Herald, la autora Lucy Sussex calificó el libro como una "lectura sólida e informativa".
Publishers Weekly señaló que Nawa «dibuja retratos ricos y complejos de sujetos a ambos lados de la ley». Según la reseña, el libro destaca por su «profundidad, honestidad y compromiso» a la hora de relatar las opiniones de las mujeres sobre su papel en el tráfico de drogas, poniendo su vida en peligro para recoger sus historias. Nawa, señaló la crítica, «escribe con pasión sobre la historia de su inestable patria y con cauto optimismo sobre su futuro». Kate Tuttle, de The Boston Globe, elogió el libro por sus «detallados y sensibles reportajes sobre las historias de personas concretas» y a la autora por su «lúcido reconocimiento de un país y un pueblo que escapan a su ayuda». En un artículo publicado en The Guardian, el periodista de investigación Pratap Chatterjee afirmó que el libro "nos recuerda que Afganistán no es solo una guerra, sino un país de mucha gente común y corriente, pero única, amable y cruel, rica y pobre".
En febrero de 2012, Opium Nation ocupó el séptimo lugar en la sección "independiente" de la lista de los libros más vendidos The Newcastle Herald.